# Девід Лідінгтон
Девід Рой Лідінгтон (англ. David Roy Lidington; нар. 30 червня 1956, Ламбет, Лондон) — британський політик-консерватор, член Палати громад від Ейлсбері з 1992 до 2019 року. Міністр Кабінету міністрів та Канцлер герцогства Ланкастерського з 2018 до 2019 року в уряді Терези Мей. Міністр юстиції і Лорд-канцлер Великої Британії з 2017 до 2018 року в уряді Мей. У 2010—2016 роках міністр у справах Європи Міністерства закордонних справ та у справах Співдружності націй Великої Британії.

## Освіта
Початкову освіту Девід Лідінгтон здобув у The Haberdashers' Aske’s Boys' School, яка на той час була безпосередньо дотованою гімназією. Згодом він закінчив коледж Сідні-Сассекс у Кембриджі та здобув ступінь доктора філософії у 1988 році. Його дисертація була присвячена виконанню кримінальних законів у Казначейському суді в 1558—1576 роках.
Його брат, Пітер Лідінгтон, також є істориком і викладає історію в Кліфтон-коледжі в Бристолі. Під час навчання в університеті Девід Лідінгтон був головою Консервативної асоціації Кембриджського університету та заступником голови Студентського союзу Кембриджа.

## Кар'єра
Свою кар'єру Девід Лідінгтон розпочав у британській енергетичній компанії BP та міжнародній гірничодобувній компанії Rio Tinto Group, після чого протягом трьох років працював радником члена уряду Дугласа Герда. У 1987 році безуспішно балотувався до парламенту від округу Воксхолл.
9 квітня 1992 року був обраний до Палати громад від виборчого округу Ейлсбері в графстві Бакінгемшир. У 1994—1997 роках був парламентським приватним секретарем міністра внутрішніх справ Майкла Говарда, а у 1997—1999 роках — на тій же посаді при лідері опозиції Вільямі Хейгу. У 1999—2001 роках відповідав за висвітлення у пресі позиції опозиції з питань внутрішньої політики, у 2001–2002 роках був тіньовим фінансовим секретарем Казначейства, у 2002 році — тіньовим міністром сільського господарства та рибальства, у 2002–2003 роках — тіньовим міністром охорони довкілля, продовольства та сільського господарства, у 2003–2007 роках — тіньовим міністром у справах Північної Ірландії, а в 2007–2010 роках — тіньовим міністром закордонних справ та у справах Співдружності.
12 травня 2010 року після формування першого кабінету Кемерона був призначений державним міністром у справах Європи в Міністерстві закордонних справ.
У 2013 році голосував проти легалізації одностатевих шлюбів у Великій Британії (закон був прийнятий Палатою громад більшістю 400 голосів проти 175). Пояснюючи свою позицію, він, зокрема, зазначив, що шкодує про своє минуле голосування проти легалізації цивільного партнерства, але вважає, що суть шлюбу полягає не лише у взаємному коханні, а й у народженні та вихованні дітей, а зміна цього визначення є набагато радикальнішою, ніж, наприклад, зміна мінімального віку для укладання шлюбу чи дозвіл реєструвати шлюб не лише в церкві, а й у цивільних установах.
У 2015 році зберіг свою посаду в другому кабінеті Кемерона. У пресі заявив, що виступає за збереження членства Великої Британії в ЄС за умови проведення суттєвих реформ, і висловив упевненість, що країна зможе повернути частину повноважень, переданих Брюсселю. Серед інших важливих проблем він назвав відносини з Росією та підтримку таких країн, як Україна, у проведенні внутрішніх реформ, а також збереження ролі Великої Британії у підтриманні миру на Кіпрі.
13 липня 2016 року Девід Кемерон пішов у відставку з посади прем'єр-міністра через результати референдуму щодо членства Великої Британії в ЄС, за підсумками якого виборці проголосували за вихід країни з Союзу. Його наступницею стала міністерка внутрішніх справ Тереза Мей, у її кабінеті Девід Лідінгтон був призначений лідером Палати громад та лордом-головою Таємної ради.
8 червня 2017 року відбулися дострокові парламентські вибори, після яких, 11 червня, Лідінгтон отримав портфель міністра юстиції та лорда-канцлера у другому кабінеті Мей.
8 січня 2018 року в ході масштабних перестановок в уряді був звільнений зі своїх попередніх посад і призначений канцлером герцогства Ланкастерського та міністром Кабінету. У його відання перейшли численні комітети, пов’язані з виходом Великої Британії з ЄС, діяльність яких раніше координував Деміан Грін, хоча під час підготовки референдуму 2016 року Лідінгтон виступав проти Брекзиту.

## Приватне життя
Одружений, має чотирьох дітей.